# Municipio de Highland (condado de Lincoln, Dakota del Sur)
El municipio de Highland (en inglés: Highland Township) es un municipio ubicado en el condado de Lincoln en el estado estadounidense de Dakota del Sur. En el año 2010 tenía una población de 320 habitantes y una densidad poblacional de 3,38 personas por km².

## Geografía
El municipio de Highland se encuentra ubicado en las coordenadas 43°13′16″N 96°37′8″O / 43.22111, -96.61889. Según la Oficina del Censo de los Estados Unidos, el municipio tiene una superficie total de 94.59 km², de la cual 94,52 km² corresponden a tierra firme y (0,07 %) 0,06 km² es agua.

## Demografía
Según el censo de 2010, había 320 personas residiendo en el municipio de Highland. La densidad de población era de 3,38 hab./km². De los 320 habitantes, el municipio de Highland estaba compuesto por el 97,81 % blancos, el 1,56 % eran amerindios, el 0,31 % eran asiáticos y el 0,31 % eran de una mezcla de razas. Del total de la población el 1,25 % eran hispanos o latinos de cualquier raza.